# Heinz Lowin
Heinz Lowin (Bochum, 25 december 1938 – 12 oktober 1987) was een Duitse voetballer. Hij speelde voor VfL Bochum en Borussia Mönchengladbach, meestal als rechtsback.

## Loopbaan
Als jeugdspeler van VfL Bochum stroomde hij in 1957 door naar het eerste elftal. In 1962 maakte hij de overstap naar Borussia Mönchengladbach. Toen in 1963 de Regionalliga's werden samengevoegd tot één nationale competitie wist Borussia zich aanvankelijk niet te kwalificeren voor de Bundesliga. Daarin slaagde men pas in 1965 onder trainer Hennes Weisweiler, met Lowin als basisspeler naast onder anderen Jupp Heynckes en Günter Netzer.
Tussen 1965 en 1967 speelde de verdediger 39 competitiewedstrijden in de Bundesliga. In de zomer van 1967 slaagde eerstedivisionist FC VVV er in om de routinier vast te leggen als beoogd opvolger van de gestopte Jan Klaassens. Dat werd geen onverdeeld succes, want VVV degradeerde in het seizoen 1967-68 naar de Tweede Divisie. Een jaar later beëindigde Lowin zijn carrière.

## Statistieken
| Clubcarrière   | Clubcarrière             | Clubcarrière      | Competitie | Competitie | Beker      | Beker      | Overige | Overige | Totaal  | Totaal |
| Seizoen        | Club                     | Competitie        | Wedstr.    | Doelp.     | Wedstr.    | Doelp.     | Wedstr. | Doelp.  | Wedstr. | Doelp. |
| West-Duitsland | West-Duitsland           | West-Duitsland    | Competitie | Competitie | DFB-Pokal  | DFB-Pokal  | Overige | Overige | Totaal  | Totaal |
| -------------- | ------------------------ | ----------------- | ---------- | ---------- | ---------- | ---------- | ------- | ------- | ------- | ------ |
| 1957–58        | VfL Bochum               | Oberliga West     | 24         | 1          | —          | —          | —       | —       | 24      | 1      |
| 1958–59        | VfL Bochum               | Oberliga West     | 24         | 0          | —          | —          | —       | —       | 24      | 0      |
| 1959–60        | VfL Bochum               | Oberliga West     | 25         | 1          | —          | —          | —       | —       | 25      | 1      |
| 1960–61        | VfL Bochum               | Oberliga West     | 26         | 0          | 0          | 0          | —       | —       | 26      | 0      |
| 1961–62        | VfL Bochum               | 2. Oberliga West  | 26         | 0          | —          | —          | —       | —       | 26      | 0      |
| 1962–63        | Borussia Mönchengladbach | Oberliga West     | 29         | 0          | —          | —          | —       | —       | 29      | 0      |
| 1963–64        | Borussia Mönchengladbach | Regionalliga West | 38         | 1          | 1          | 0          | —       | —       | 39      | 1      |
| 1964–65        | Borussia Mönchengladbach | Regionalliga West | 31         | 1          | —          | —          | —       | —       | 31      | 1      |
| 1965–66        | Borussia Mönchengladbach | Bundesliga        | 19         | 0          | 0          | 0          | —       | —       | 19      | 0      |
| 1966–67        | Borussia Mönchengladbach | Bundesliga        | 20         | 0          | 1          | 0          | —       | —       | 21      | 0      |
| Nederland      | Nederland                | Nederland         | Competitie | Competitie | KNVB Beker | KNVB Beker | Playoff | Playoff | Totaal  | Totaal |
| 1967–68        | FC VVV                   | Eerste Divisie    | 32         | 0          | 1          | 0          | 2       | 0       | 35      | 0      |
| 1968–69        | FC VVV                   | Tweede Divisie    | 15         | 0          | 0          | 0          | —       | —       | 15      | 0      |
| Totaal         | West-Duitsland           | West-Duitsland    | 262        | 4          | 2          | 0          | 0       | 0       | 264     | 4      |
| Totaal         | Nederland                | Nederland         | 47         | 0          | 1          | 0          | 2       | 0       | 50      | 0      |
| Totaal         | Totaal                   | Totaal            | 309        | 4          | 3          | 0          | 2       | 0       | 314     | 4      |